# Anna (film fra 2009)
 For alternative betydninger, se Anna. (Se også artikler, som begynder med Anna)
Anna er en dansk kortfilm fra 2009 instrueret af Rúnar Rúnarsson efter eget manuskript.

## Handling
I en lille fiskerby bor der en 12-årig pige. Hun står ved en skillevej i sit liv. Hendes omverden er ved at ændre sig - og det er hun også.

## Medvirkende
- Marie Hammer Boda, Anna
- Daniel Stampe, Ole
- Petrine Agger, Mor
- Leonora Alkærsing Nielsen, Kæresten
- Henrik Noél Olesen, Far